# Atmosfera

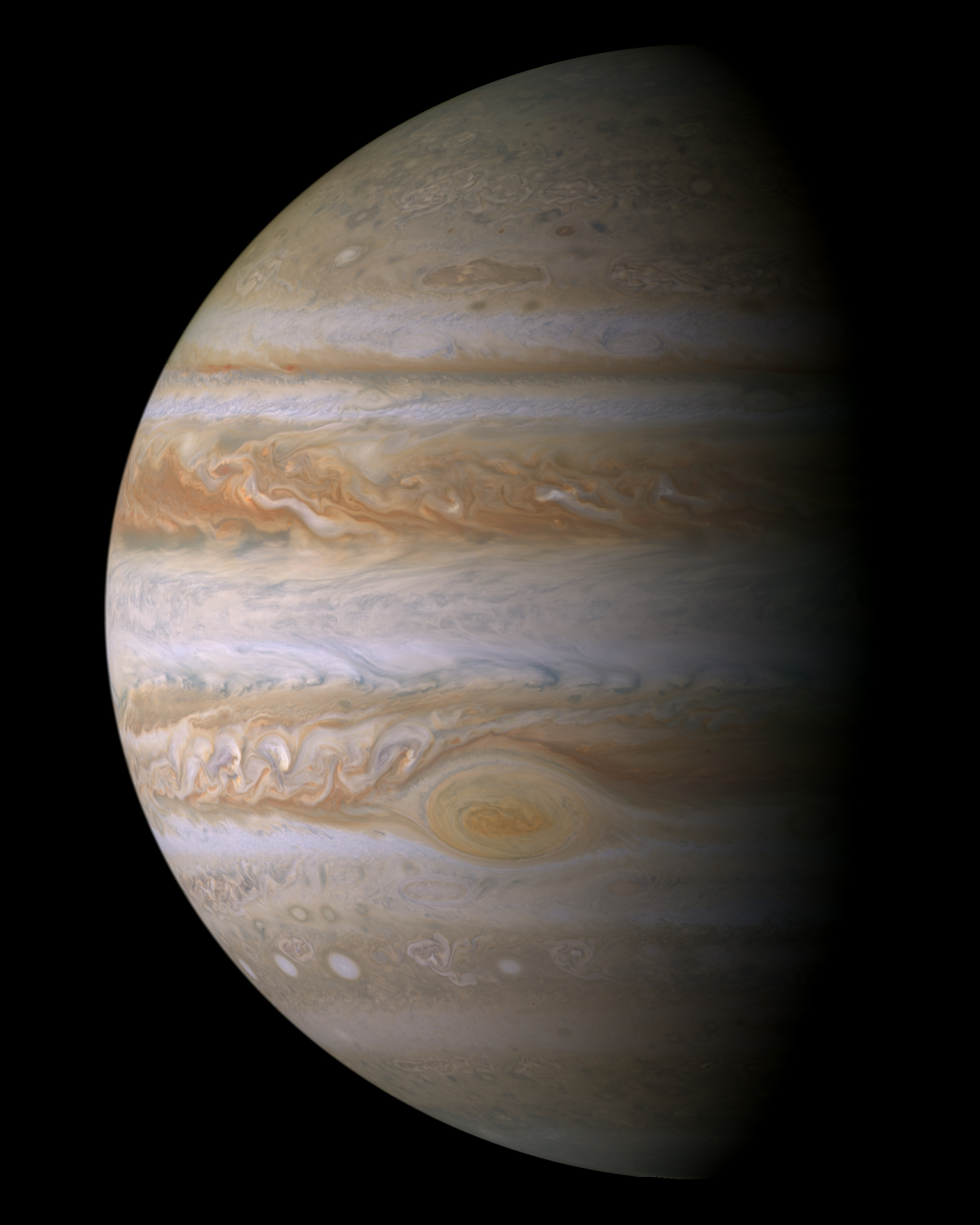
Uma vista da ativa atmosfera de Júpiter, mostrando a grande mancha vermelha.

Uma atmosfera (do grego antigo: ἀτμός, vapor, ar, e σφαῖρα, esfera) é uma camada de gases que envolve (geralmente) um corpo material com massa suficiente. Os gases são atraídos pela gravidade do corpo e são retidos por um longo período de tempo se a gravidade for alta e a temperatura da atmosfera for baixa. Alguns planetas consistem principalmente de vários gases e portanto têm atmosferas muito profundas (um exemplo seria os planetas gasosos).
O termo atmosfera estelar é usada para designar as regiões externas de uma estrela e normalmente inclui a porção entre a fotosfera opaca e o começo do espaço sideral. Estrelas com temperaturas relativamente baixas podem formar compostos moleculares em suas atmosferas externas. A atmosfera terrestre protege os organismos vivos dos raios ultravioleta e também serve como um estoque, fazendo com que o gás oxigênio não escape.

## Pressão atmosférica
A pressão atmosférica é a força por unidade de área que é aplicada perpendicularmente numa superfície pelo gás circundante. É determinada pela força gravitacional planetária em combinação com a massa total de uma coluna de ar acima de um determinado local na superfície. As unidades de pressão atmosférica são baseados pela atmosfera padrão internacionalmente reconhecido (atm), que é definido como 101,325 Pa (ou 1 013 250 dinas por cm²).

## Escape atmosférico
A gravidade de superfície, a força que segura uma atmosfera, difere significativamente conforme o planeta. Por exemplo, a imensa força gravitacional de Júpiter é capaz de reter gases leves tais como o hidrogênio e o hélio, na sua atmosfera, que normalmente escapam de objetos com pouca força gravitacional. A distância entre um corpo celestial e a sua estrela mais próxima determina a disponibilidade de energia ao gás atmosférico ao ponto onde o movimento térmico excede a velocidade de escape do planeta, a velocidade no qual as moléculas de gás supera a ação da força gravitacional. Assim, o distante Titã, Tritão e Plutão são capazes de reter suas atmosferas apesar da fraca força gravitacional. Exoplanetas, teoricamente, também podem reter tênues atmosferas.

## Composição

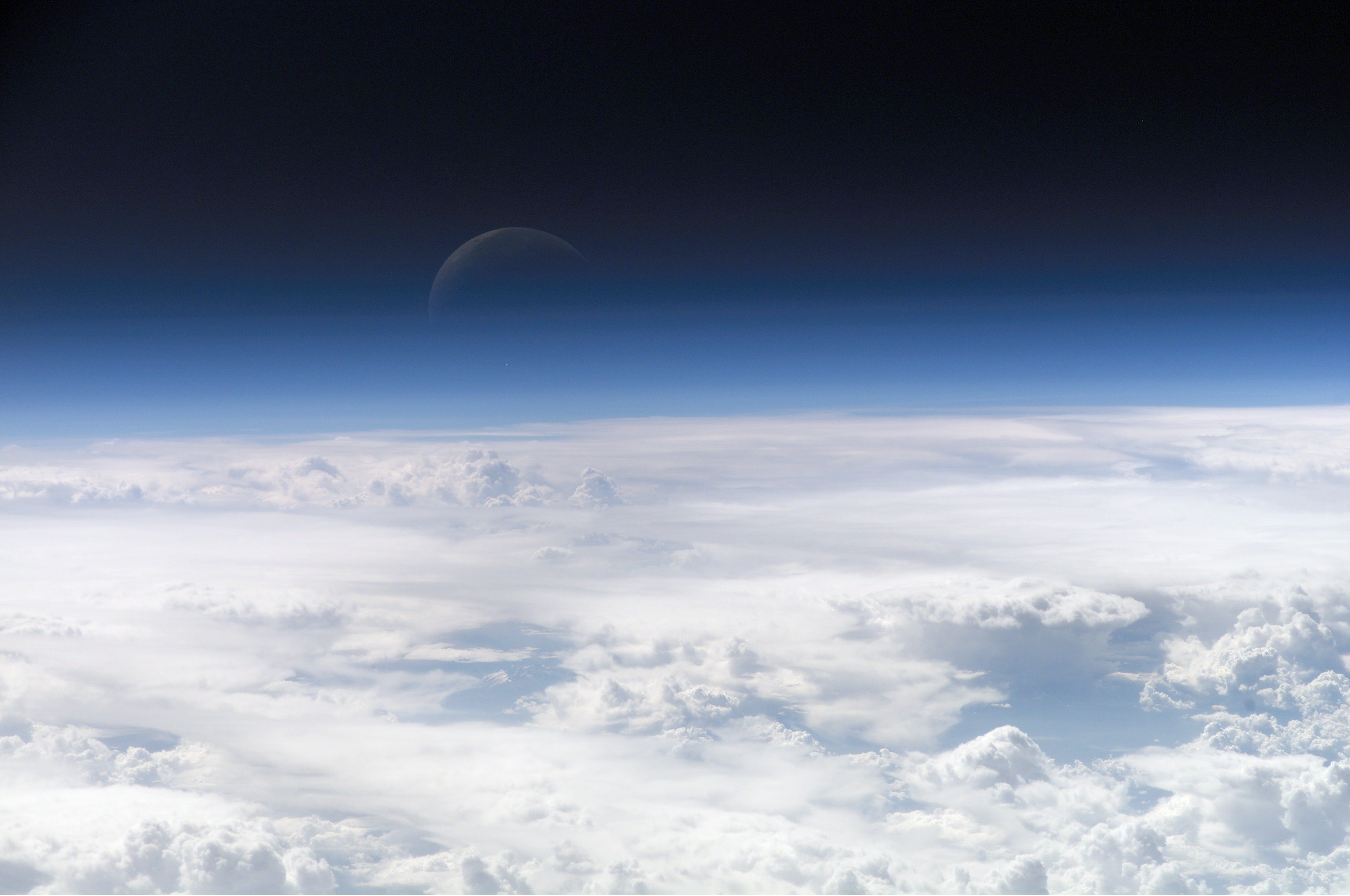
As camadas mais altas da atmosfera terrestre.

A composição inicial da atmosfera de um corpo geralmente reflete a composição e a temperatura da nebulosa solar local durante a formação planetária e o subsequente escape dos gases interiores. Estas atmosferas originais sofrem uma evolução com o decorrer do tempo, sendo que a variedade dos planetas se reflete em muitas atmosferas diferentes.
Por exemplo, as atmosferas de Vênus e Marte são compostas primariamente de dióxido de carbono, com pequenas quantidades de nitrogênio, argônio e oxigênio, além de traços de outros gases.
A composição atmosférica terrestre reflete as atividades dos seres vivos. As baixas temperaturas e a alta gravidade dos planetas gasosos permitem a eles reter gases com baixas massas moleculares. Portanto, estes contêm hidrogênio e hélio e subsequentes compostos, formados pelos dois. Titã e Tritão, satélites de Saturno e Netuno, respectivamente, apresentam composições atmosféricas não desprezíveis, primariamente constituídas de nitrogênio. Plutão também apresenta uma atmosfera semelhante, mas esta se congela quanto o planeta-anão se afasta do Sol.

## Estrutura

### Terra

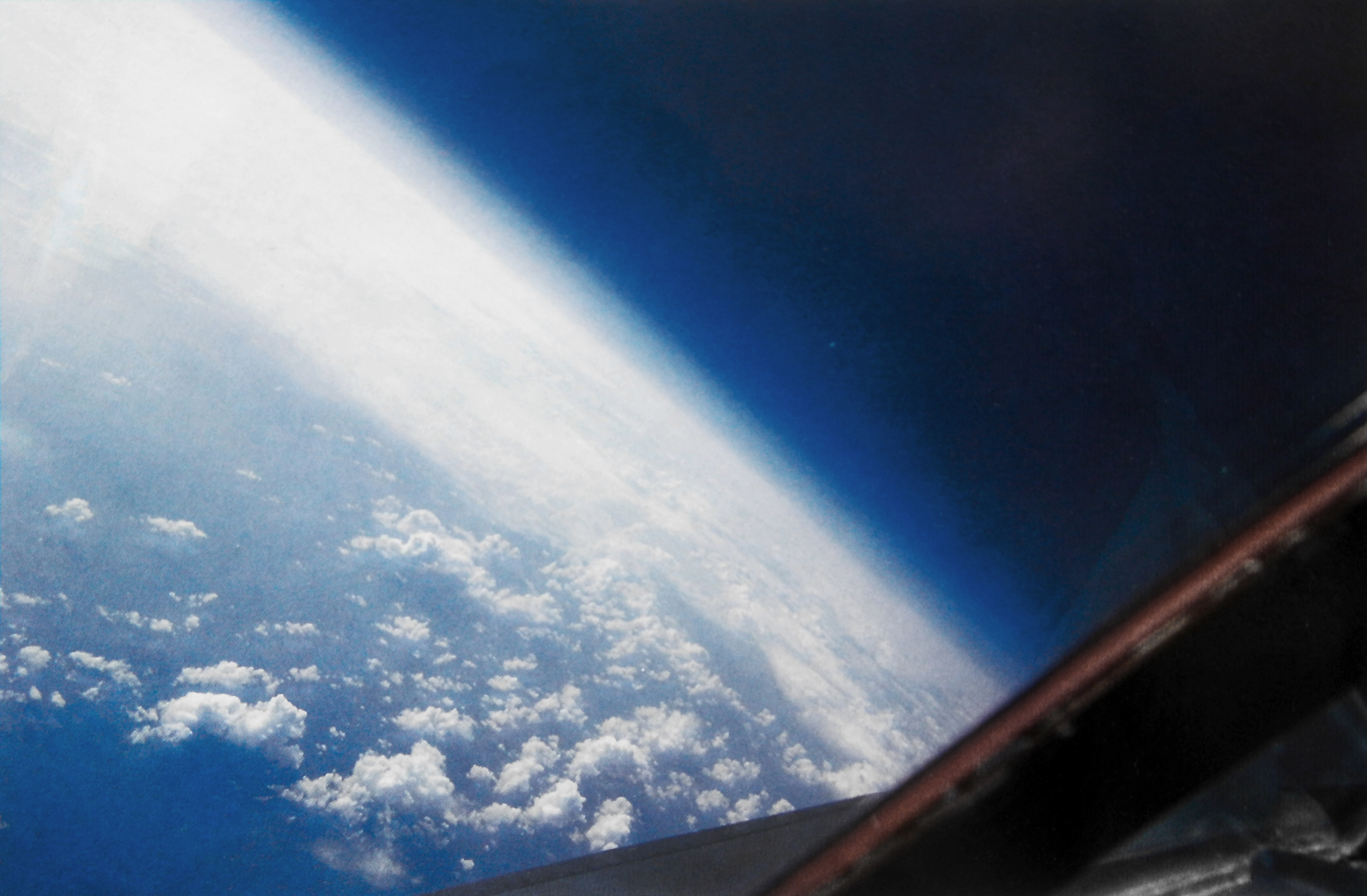
Vista da atmosfera a 22 000 metros de altitude.

A atmosfera terrestre consiste, da superfície até o espaço, da troposfera, da estratosfera, mesosfera, ionosfera e exosfera. Cada uma destas camadas apresentam gradiente adiabático saturado, definindo as mudanças de temperatura conforme a altura. A nossa atmosfera também protege a vida na Terra impedindo que os nocivos raios ultravioleta do Sol cheguem diretamente ao  planeta.
Atmosfera terrestre
- Pressão de superfície: 1014 mb

- Densidade da superfície: 1,217 kg / m3

- Altura da escala: 8,5 km

- Massa total de atmosfera: 5,1 x 10¹⁸ kg

- Massa total de hidrosfera: 1,4 x 10²¹ kg

- Temperatura média: 288 K (15 C)

- Faixa de temperatura diurna: 283 K a 293 K (10 a 20 C)

- Velocidade do vento: 0 a 100 m / s

- Peso molecular médio: 28,97

- Composição atmosférica (por volume, ar seco): Maior: 78,08% Nitrogênio (N2), 20,95% Oxigênio (O2), Menor (ppm): Argônio (Ar) -9340; Dióxido de carbono (CO2) - 400; Neon (Ne) - 18,18; Helium (He) - 5,24; CH4 - 1,7; Krypton (Kr) - 1,14; Hidrogênio (H2) - 0,55; Os números não somam exatamente 100% devido a arredondamentos e incerteza. A água é altamente variável, geralmente representa cerca de 1%

## Circulação
A circulação da atmosfera ocorre devido às diferenças térmicas quando a convecção torna-se um transportador de calor mais eficiente do que a irradiação térmica. Em planetas onde a fonte primária de calor é a radiação solar, o excesso de calor nos trópicos é transportado para latitudes mais altas. Quando um planeta gera uma quantidade significativa de calor interno, como é o caso de Júpiter, a convecção na atmosfera pode transportar energia térmica desde o interior mais quente até a superfície.

## Importância
Do ponto de vista de um geólogo planetário, a atmosfera é um agente evolucionário essencial na morfologia de um planeta. O vento transporta poeira e outras partículas que degradam a superfície (erosão eólica). Precipitações atmosféricas, tais como a queda de gelo (neve, granizo, etc.) e chuva, que dependem da composição atmosférica, também influenciam o relevo. Mudanças climáticas podem influenciar a história geológica de um planeta. De modo oposto, o estudo da superfície de um planeta, principalmente a Terra, pode levar a um entendimento sobre a história da atmosfera e do clima no planeta.
Para um meteorologista, a composição da atmosfera determina o clima e suas variações.
Para um biólogo a composição atmosférica mantém uma íntima relação com o aparecimento da vida e de sua evolução.